# Petr Jan Juračka
Petr Jan Juračka (* 23. května 1985, Pardubice) je český přírodovědec a fotograf.

## Životopis
Petr Jan Juračka se mimo biologii a fotografování zabývá také horolezectvím a prací s drony. Dále působí jako ambasador fotoaparátů značky Nikon, je autorem knih Ze života fotografa a Ostrovy Atlantiku, má vlastní pořad na TV Nova Petrova divočina a seriál Ze života fotografa na Mall.tv. Fotografoval Vyšehrad pro National Geographic Česko, držel světový rekord v létání s dronem v nejvyšší nadmořské výšce na K2 (později jej však překonali němečtí horolezci), v roce 2010 popsal nový živočišný druh hrotnatky Daphnia hrbaceki, fotografoval na šesti světových kontinentech, lezl na druhou nejvyšší horu světa K2 nebo na Ama Dablam, jeho fotografie je na přebalu knihy Aleph od Paulo Coelho, podílel se na oscarovém filmu režisérky Marie Dvořákové – Who’s Who in Mycology (Kdo je kdo v mykologii), na seriálu Srdcaři na cestách pro ČT, na dokumentu Jany Počtové K2 vlastní cestou o Kláře Kolouchové a na filmu Petra Horkého Dobrá zpráva o konci světa.
Je držitelem Studentského Velemloka, což je ocenění pro nejlepšího pedagoga Přírodovědecké fakulty Univerzity Karlovy. Je též lektorem fotografických kurzů, členem České společnosti pro ekologii a České limnologické společnosti. Je otcem dvou dětí.
Jako vědec působí na Přírodovědecké fakultě Univerzity Karlovy. Fotografuje pro Správu národního parku České Švýcarsko, pro Centrum FotoŠkoda a pro Zoologickou zahradu Praha. Pracuje jako osobní dronař Adama Ondry. Křtil knihy Jirky Kaláta, Viktorky Hlaváčkové (nyní Rys) a Slávka Krále.
Působí jako popularizátor vědy – se svými přednáškami vystoupil v rámci projektů Science Café, TEDx Prague, Café Nobel, Academia Film Olomouc, přednášel i pro základní a střední školy (např. evropské projekty Triangl či Trojlístek). Působil také jako organizátor biologických soustředění pořádaných Sdružením Arachne, z. s., spolkem, který se zaměřuje na mimoškolní vzdělávání nadaných středoškoláků. Odpřednášel přes 400 přednášek celkem, přednášel i na těch největších cestovatelských festivalech v ČR.
Jeden z klipů kapely Sabrage vznikl jen z Juračkových videí.

## Odborné zaměření
Na katedře ekologie PřF UK se Petr Juračka věnuje dvěma hlavním zdánlivě nesouvisejícím tématům – ekologii metaspolečenstev sladkovodních bezobratlých a pak taxonomii a morfologii perlooček. Jádro jeho odborné práce spočívá zejména v práci v CHKO Kokořínsko – Máchův kraj, kde se zajímá o složení planktonu nově vytvořených tůní, odkud mj. popsal s kolegy nový druh hrotnatky Daphnia hrbaceki, pojmenované po českém hydrobiologovi Jaroslavu Hrbáčkovi .

## Galerie

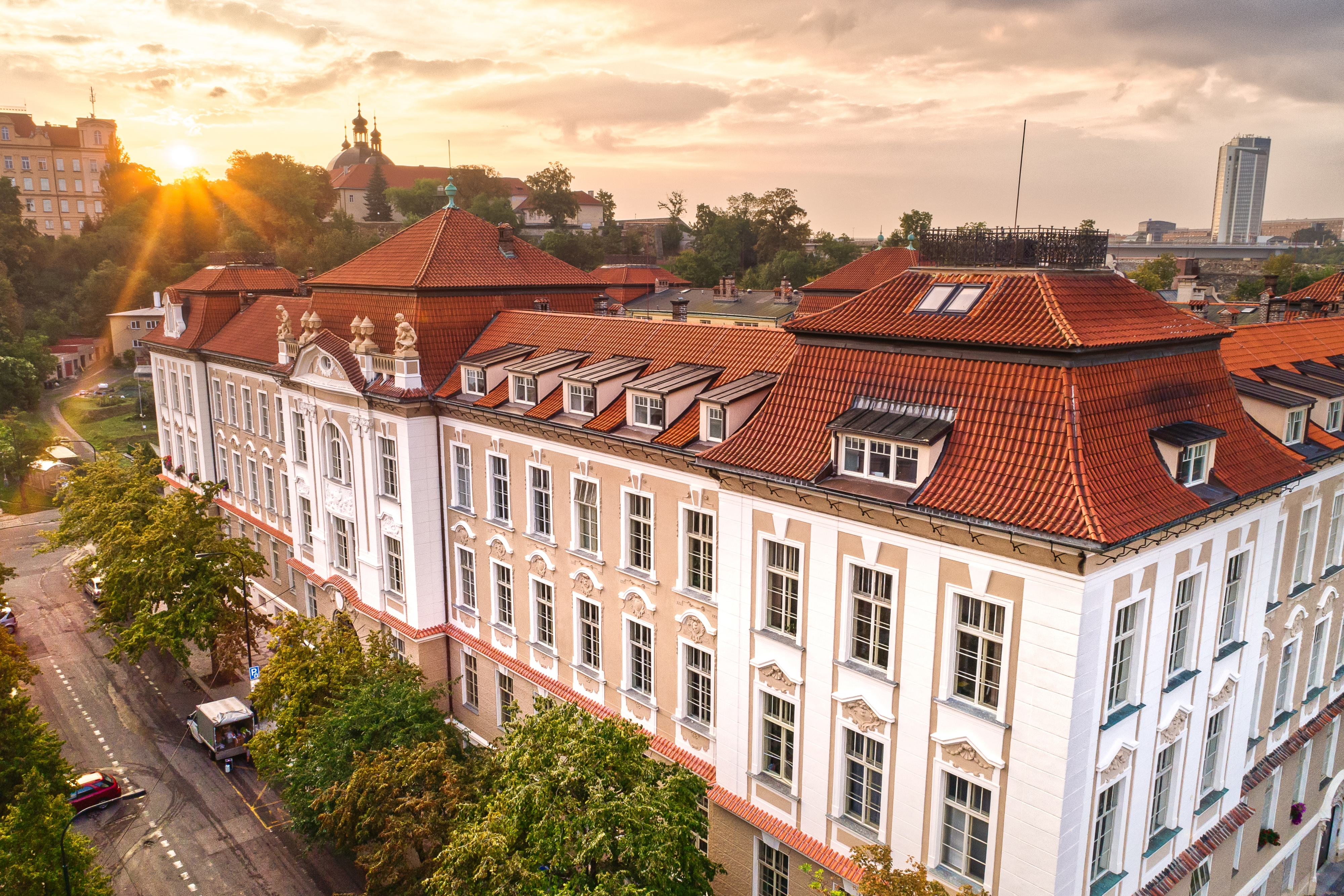
Albertov 6 děkanát PřF UK
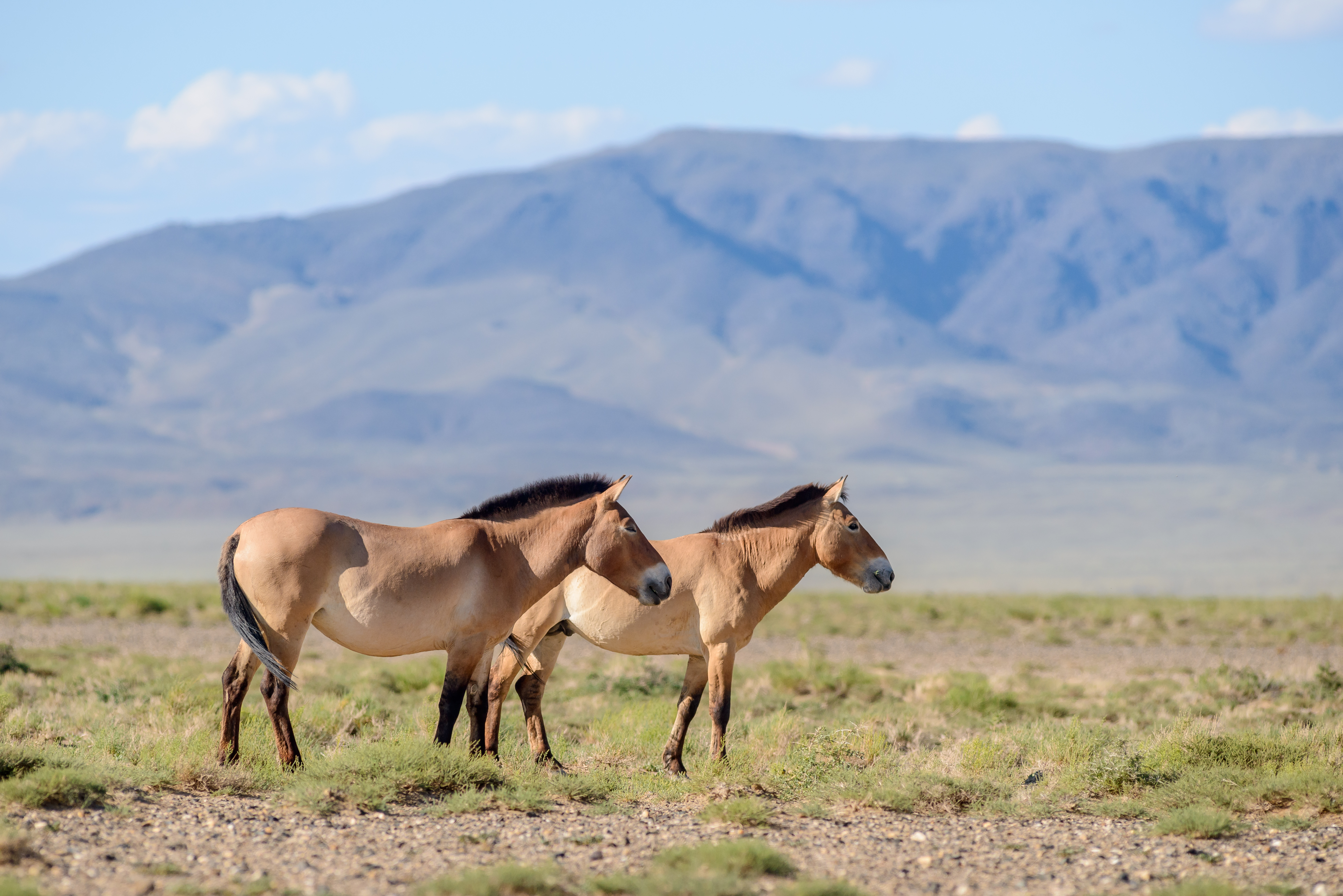
Návrat divokých koní 2013
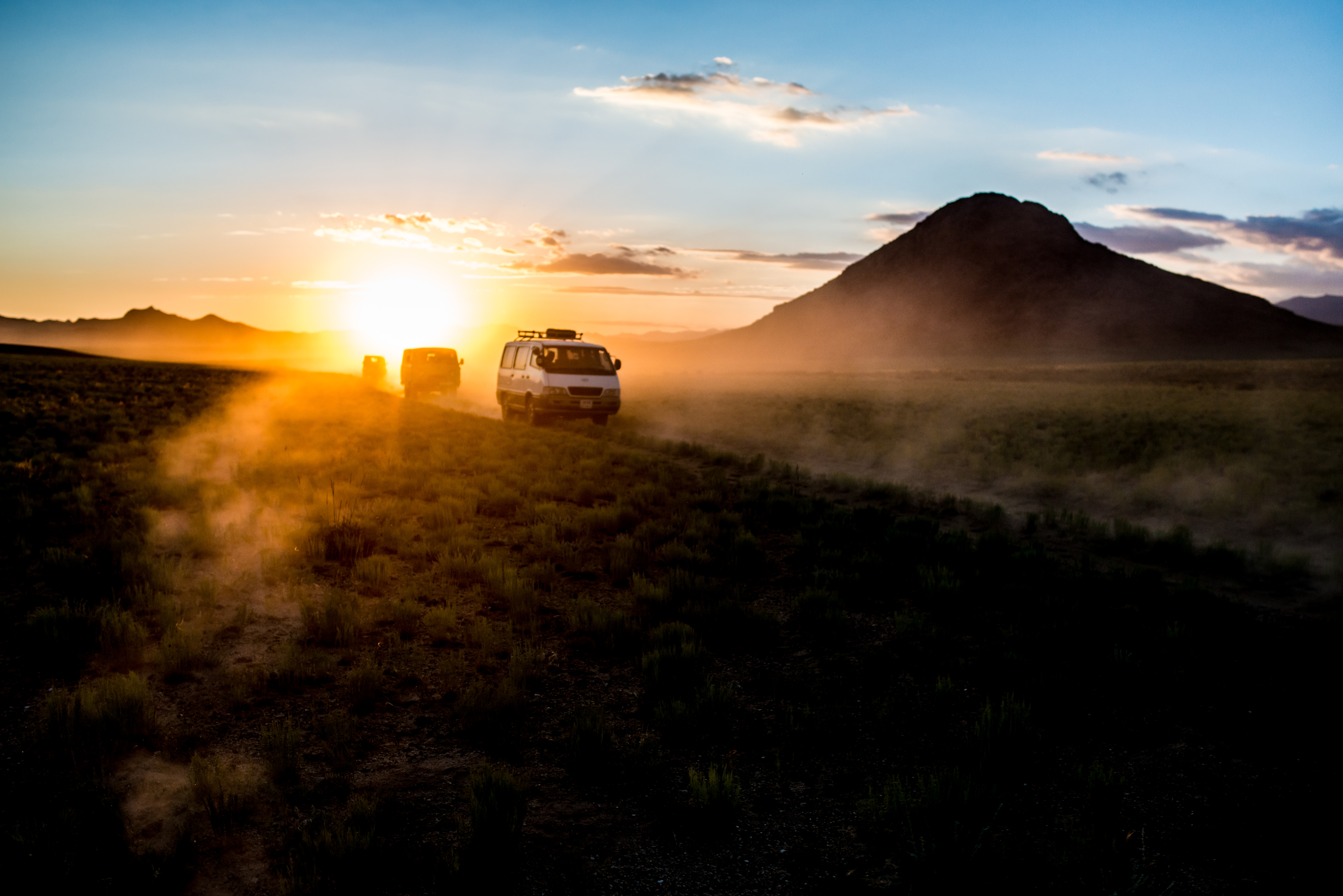
Návrat divokých koní 2013
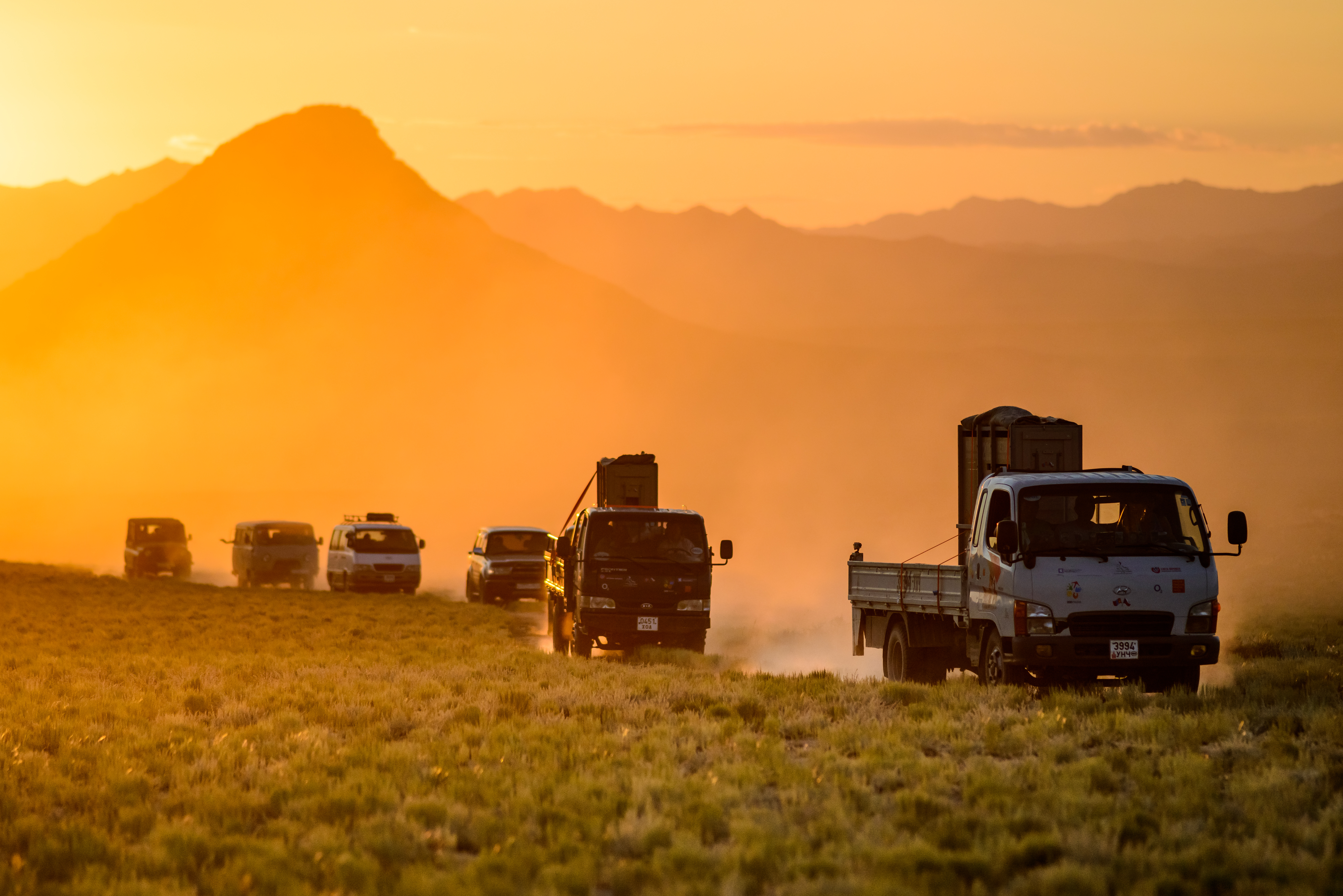
Návrat divokých koní 2013
Návrat divokých koní 2013
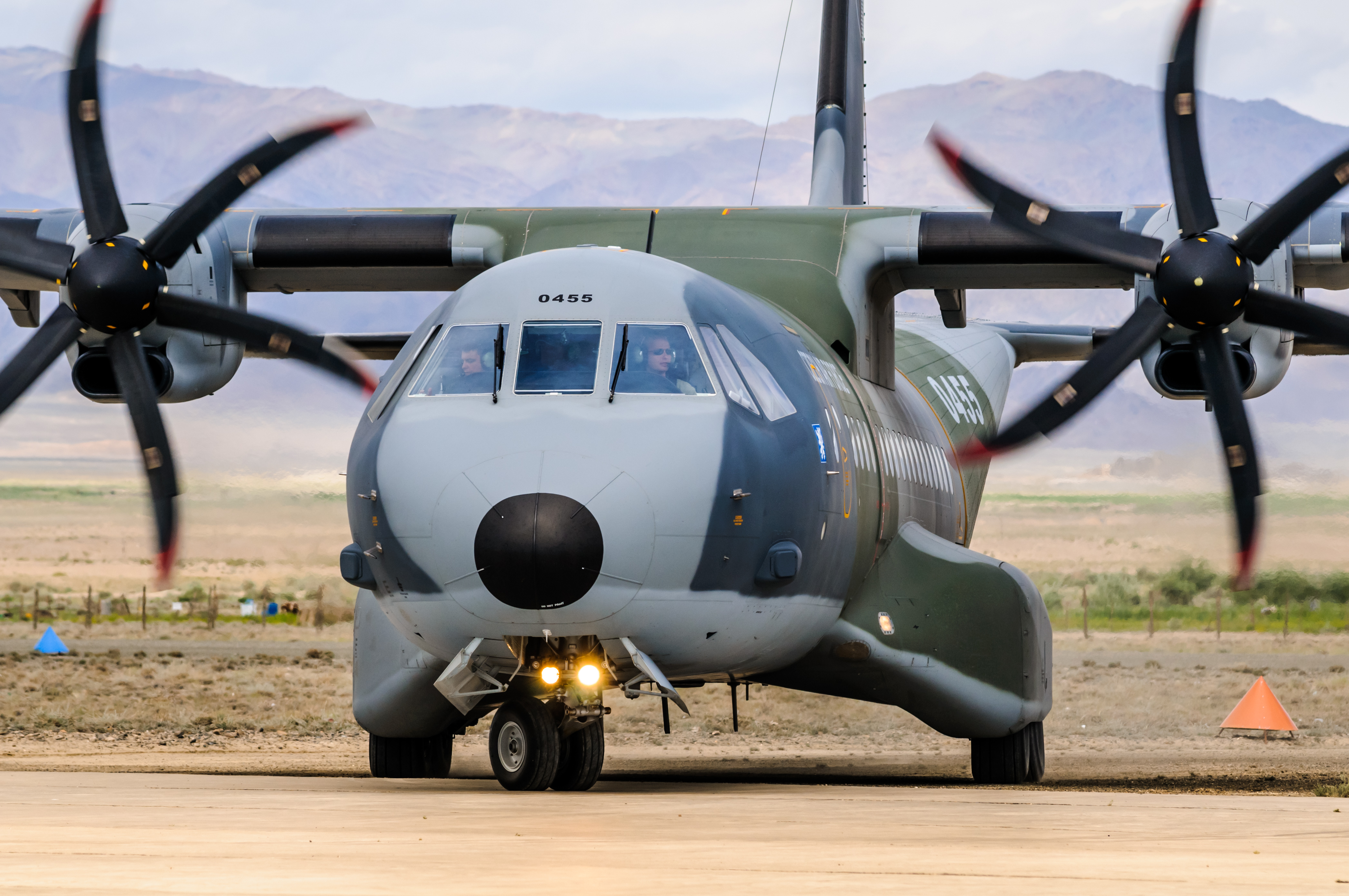
Návrat divokých koní 2013
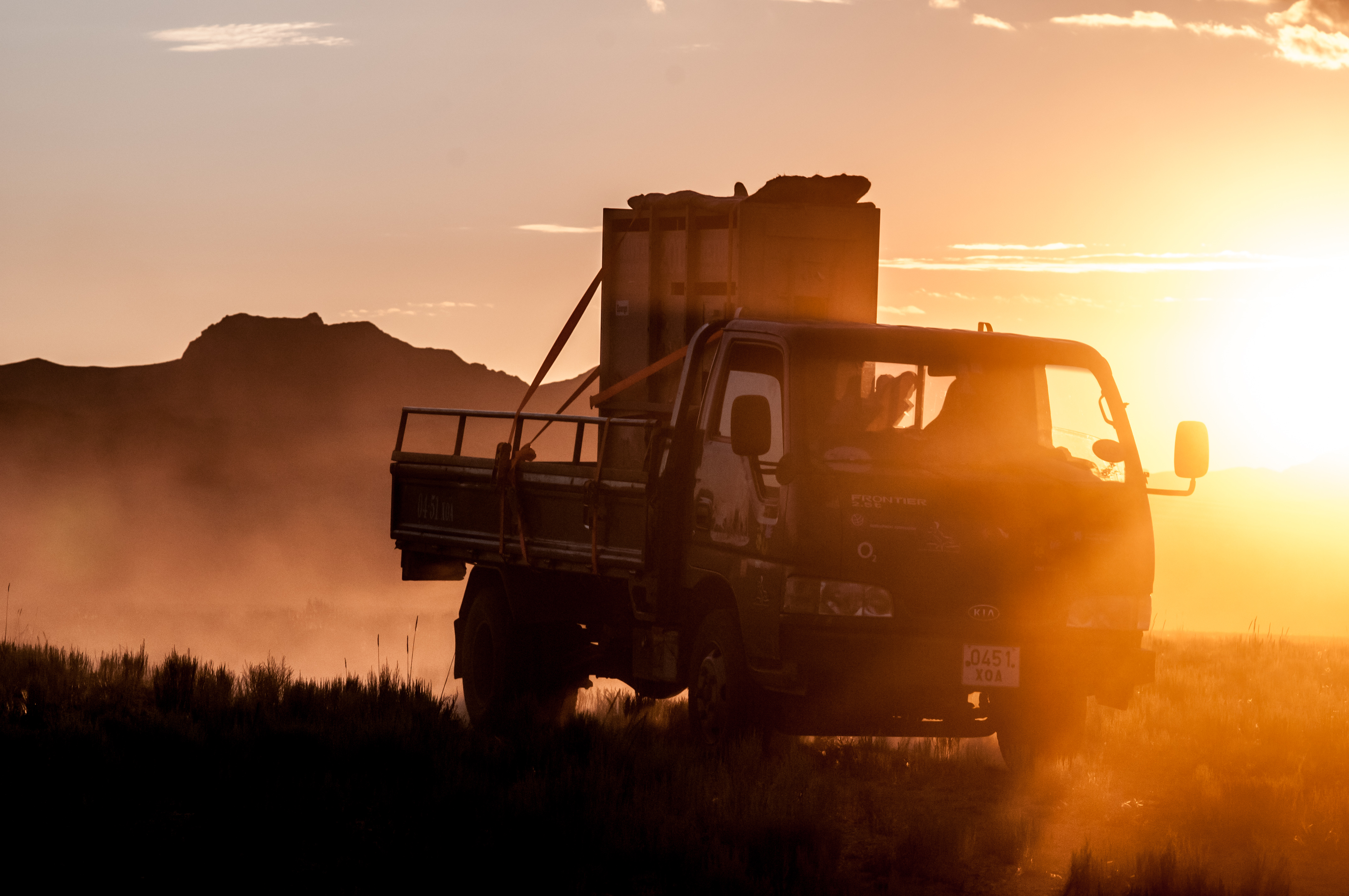
Návrat divokých koní 2013
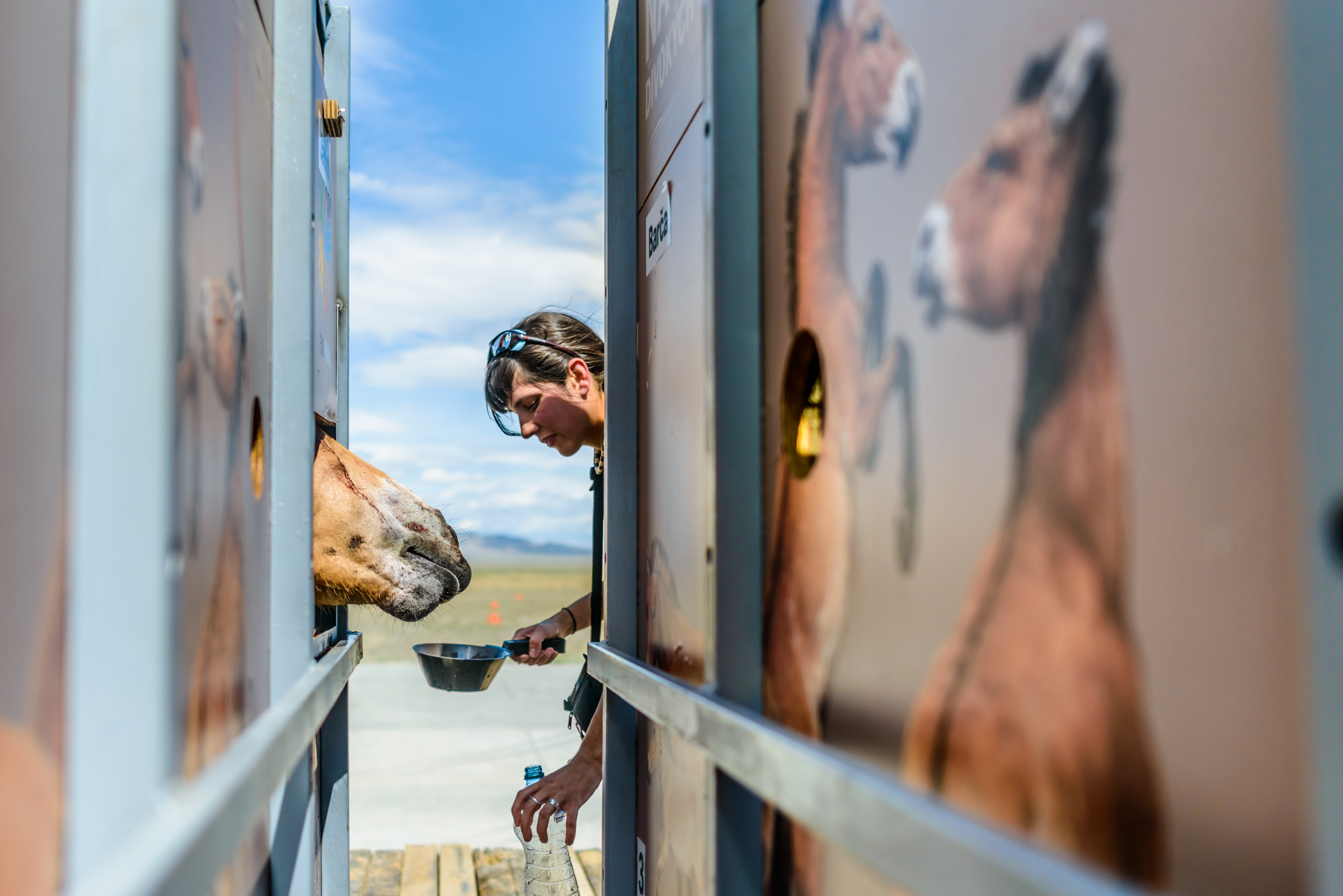
Návrat divokých koní 2013